# Luty
Luty – drugi miesiąc w roku, według kalendarza gregoriańskiego ma 28 dni, a w latach przestępnych 29 dni.

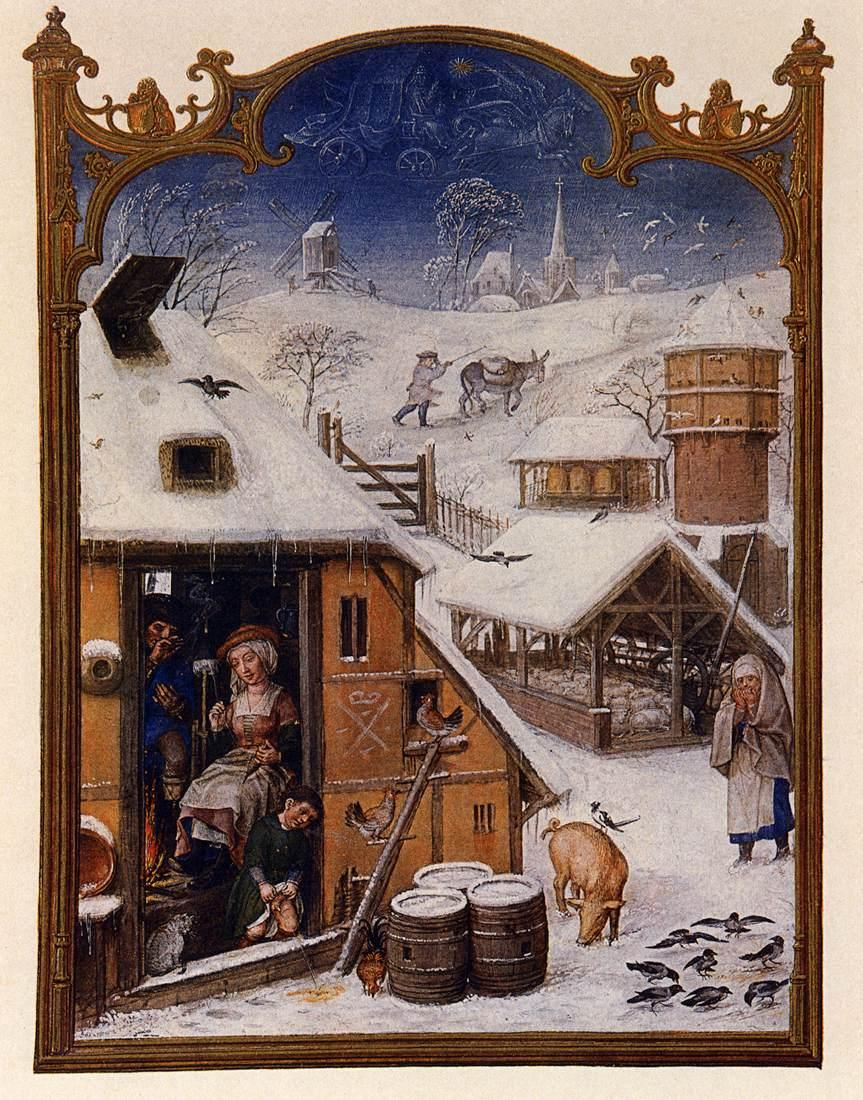
Luty, ilustracja z Brewiarza Grimaniego, ok. 1510

Luty jest miesiącem zimowym na półkuli północnej, a letnim na południowej. Nazwa miesiąca (według Brücknera) pochodzi od określenia srogich mrozów (por. ukr. лютий / lutyj, błr. люты / luty). Dawniej używane były również nazwy sieczeń (por. ukr. січень / siczeń i chorw. siječanj ‛styczeń’) lub strąpacz. Łacińska nazwa Februarius (zobacz: kalendarz rzymski) została zapożyczona przez większość języków europejskich.